# Marie-Claude Gay
Pour les articles homonymes, voir Gay (patronyme).
Marie-Claude Gay (née à Tlemcen, en Algérie) est une romancière française.

## Biographie
Née à Tlemcen, en Algérie où son père était magistrat, Marie-Claude Gay, issue de famille périgourdine, arrive en France à l'âge de trois ans, et passe sa jeunesse à Périgueux. En 1963, elle enseigne en Corrèze, au lycée Danton à Brive-la-Gaillarde, puis abandonne l'enseignement pour se consacrer à l'éducation de ses quatre enfants.
En 1986, elle reprend une activité professionnelle et devient formatrice à l’AFPA (illettrisme et alphabétisation), avec un public inapte de ce fait à trouver un emploi, à Brive et Égletons. En 1988, elle fonde et dirige jusqu'en 1998 son propre organisme de formation, en participant notamment à la réinsertion des femmes en grande difficulté. Amoureuse des mots, elle écrit, ce qui lui permet d'oublier un temps, les problèmes de son métier.

## Œuvres
- 1994 : L'Écharpe d'Iris (éditions Lucien Souny)  (ISBN 978-2-90526-267-7) ; (histoire qui se déroule à Périgueux[1])
- 1995 : Le Temple de l'eau (éditions Lucien Souny)  (ISBN 978-2-90526-287-5) (Prix Gironde 1996[1])
- 1998 : Le Vallon des sources (éditions Lucien Souny)  (ISBN 978-2-91155-116-1) ; réédition en poche 2017 : (Éditions de Borée)  (ISBN 978-2-81293-398-1) Se déroule en Auvergne - Riom.
- 1998 : Le Passant du Bois-de-Lune (éditions Lucien Souny) ; réédition 2007 :  (ISBN 978-2-84886-120-3) Histoire des Compagnons du Tour de France.
- 1999 : Les Vignes du Clos d'Orcival (éditions Lucien Souny)  (ISBN 978-2-91155-137-6) Se passe en Auvergne.
- 2000 : L'Enfant de Tolède (éditions Lucien Souny)  (ISBN 978-2-91155-143-7) Journaliste Bordelais envoyé sur le front de la guerre civile Espagnole, une folle histoire de passion.
- 2000 : Périgord, photographies Danielle Taulin-Hommel, (éd. Fontaine des arts)  (ISBN 978-2-86665-345-3)
- 2001 : Les Pays de Loire, photographies Hervé Champollion, (éditions Hermé)  (ISBN 2-74341-565-7)
- 2001 : Blessures de femmes (éditions Lucien Souny)  (ISBN 978-2-91155-167-3) se déroule à Brive (Corréze). Histoire d'un couple.
- 2002 : Normandie, photographies de Bruno Kaufmann, (éditions de Lodi)  (ISBN 978-2-84308-373-0)
- 2002 : Le Secret des Solignac (Un jeune leveur de maux)
- 2002 : Provence - Côte d'Azur (en collaboration avec Christophe Boisvieux)
- 2003 : L'Alsace, photographies Étienne Dehaut, (éditions de Lodi)  (ISBN 978-2-84308-373-0)
- 2003 : Le Serment de Saint Jean de Luz (Lattès)  (ISBN 2-70962-452-4) ; réédition poche 2012 : (Éditions de Borée)  (ISBN 978-2-81290-677-0). Histoire d'une jeune fille d'un bon milieu, maltraitée par son père et qui fuit vers une vie meilleure, n'hésitant pas pour survivre à se rendre à Paris et faire tous les métiers.
- 2004 : Deuxième vie (Lattès)  (ISBN 978-2-70963-282-9) Que faire après un divorce ? Comment retrouver un équilibre après avoir été mise à mal ? comment rencontrer un homme qui convient ? Est-ce possible ?
- 2005 : Le Défi de Solenn (Lattès)  (ISBN 978-2-70962-717-7) Belle histoire d'une avocate née sur l'île de Sein et d'un journaliste.
- 2006 : Une Famille bien comme il faut (Lattès)  (ISBN 978-2-70963-283-6) qui bien sûr ne l'est pas...
- 2007 : Histoires peu ordinaires de Brive-la-Gaillarde au XIXe siècle, Collection Ici Et Là, éditions Elytis.
- 2008 : Les Amants du Baïkal (Lattès)  (ISBN 2-70963-190-3) Voyage de noces en Sibérie au lac d'eau douce Baïkal, retour lors de la Révolution Russe, fuite vers la France, descente de la Volga cachés dans une péniche, remontée du Canal du Midi, découverte de Bordeaux, d'Arcachon et son nouveau quartier de la ville d'hiver... Une belle histoire d'amour sans oublier le début de la Première Guerre Mondiale et l'épidémie de grippe espagnole.
- 1988 : Le Vallon des sources (éditions Lucien Souny)  (ISBN 978-2-91155-116-1) ; réédition en poche 2017 : (Éditions de Borée)  (ISBN 978-2-81293-398-1). Le roman se passe à Riom, en Auvergne.
- 2009 : La Part belle (Lattès)  (ISBN 978-2-70963-323-9) Une femme seule, enseignante aux Beaux-Arts à Toulouse, qui, après un divorce s'efforce de remonter la pente.
- 2010 : Les Roses de Tlemcen (Presses de la Cité)  (ISBN 978-2-25808-352-3). En 1866, l'histoire d'une famille de Siciliens qui, rêvant d'une vie meilleure, après la destruction de leur vignoble, part en Algérie.
- 2011 : Faustine et le Bel Amour (Éditions de Borée)  (ISBN 978-2-81290-310-6)
- 2011 : La Passion Inès (Presses de la Cité)  (ISBN 978-2-25809-233-4) (réédition revue de L'Enfant de Tolède).
- 2012 : L'Or de Malte (Presses de la Cité)  (ISBN 978-2-25809-882-4). Une histoire d'amour sur fond de Campagne d'Égypte. Malte devient française pendant deux ans, après sa prise par Bonaparte.
- 2013 : Fugue vénitienne (Éditions de Borée)  (ISBN 978-2-81290-842-2). Un couple en crise. L'épouse trompée, pense qu'en fuyant à Venise, elle va oublier tous ses soucis... quoique !
- 2013 : Le Secret des Solignac (Éditions de Borée)  (ISBN 978-2-81291-615-1)
- 2015 : Les Amours de Lou (Presses de la Cité)  (ISBN 978-2-25811-708-2) ; réédition 2016 : Gabelire  (ISBN 978-2-37083-095-1). L'histoire se passe à Périgueux de 1952 à 2014 en passant par Bordeaux et le Cap-Ferret.
- 2017 : Les Folles années d'Ana (Éditions de Borée)  (ISBN 978-2-81293-376-9). Les passionnantes aventures dans les années 20, d'une jeune fille native d'Ushuïa, qui, s'enfuit de l'Argentine pour gagner la France. Elle traverse de nombreux pays où elle fait de singulières rencontres et parvient à Paris. Sans papiers d'identité, obligée de se cacher, sans logement et sans argent, elle va faire 36 métiers, vendeuse aux Halles, fleuriste, travail ingrat en usine, et un autre, beaucoup moins avouable, pour finalement rencontrer un grand couturier qui, étonné par son talent de dessinatrice, la recrutera pour un poste de modéliste dans sa maison de couture. On rencontrera ainsi des personnages célèbres de cette époque, riche en événements culturels tels Gabriel Chanel, Jean Cocteau, Sacha Guitry, et bien d'autres. Ce destin imprévu, va la sortir des bas-fonds de la capitale pour la hisser dans un monde où le luxe est roi. Après avoir vécu des expériences singulières, va-t-elle rencontrer l'amour ?
- 2018 : Ana et le temps d'aimer (Editions de Borée) la suite des aventures d'Ana, où il est question de Deauville, de Bordeaux, du Cap-Ferret des années 20 et 98 !
- 2019 : La Belle Cévenole (Editions de Borée), Affrontements impitoyables dans les Cévennes (Gévaudan/Lozère) des dragons de Louis XIV et des protestants. Une famille huguenote est obligée de fuir, les Tassin. Clémence, adolescente de 17 ans, censée suivre son jumeau, Martin, est retardée et se retrouve isolée à la merci d'une arrestation. De rebondissements en rebondissements, en partance pour l'Angleterre, elle se retrouvera sur l'île d'Ouessant ou son destin s'accomplira.
- 2019 : Le secret des Solignac, (Terre de Poche, de Borée), histoire magique d'un jeune leveur de maux, où le réel, teinté de personnages attachants qui se déroule tout près du mystérieux lac Pavin.
- 2021 :  Un petit air de famille  (Editions Christine Bonneton)  (ISBN 9782862538839) Saga bordelaise où Apolline, l'arrière-grand-mère, personnage haut en couleur, Marie, sa fille médium, et les quatre grands enfants forment une attachante famille. Victoire, l'aînée réside en Australie, les jumeaux, Charline et Maxence ont chacun un métier qui les passionnent, elle, sage-femme dans une clinique à Bordeaux, lui, animé par un seul désir : atteindre le sommet de l'Everest ! Gabin le plus jeune, vit en Laponie à Rovaniemi, et travaille au Consulat de France. Fiancée à Stanislas de Villandrault, Charline prépare son mariage qui a lieu au Cap-Ferret, station huppée où elle a passé son enfance. De rebondissement en rebondissement, tous, confrontés à leur destin, devront puiser en eux la force d'y faire face.